# Пшеница 'Мироновская 808'
Мироновская 808 — сорт озимой мягкой пшеницы, разновидность сорта 'Лютесценс' (Lutescens).
Выведен в Мироновском научно-исследовательском институте селекции и семеноводства советским селекционером В. Н. Ремесло.
Благодаря своей высокой урожайности и зимостойкости получил широкое распространение в СССР. В 1971 году пшеницей этого сорта было засеяно 9,5 млн га, что составляло более 45 % посева всей озимой пшеницы. В 1973 году — 5,3 млн га. Возделывалась также в Болгарии, Венгрии, Польше, Румынии, Югославии, ГДР, Чехословакии и других странах.
В последующее время на основе сорта 'Мироновская 808' были созданы сотни новых сортов пшеницы.